# حزب الحق (اليمن)
حزب الحق هو حزب سياسي يمني تأسس عام 1990 بعد الوحدة اليمنية من قبل نخب زيدية.

## المؤسسون
- مجد الدين المؤيدي.
- بدر الدين الحوثي.
- محمد محمد المنصور.
- حمود عباس المؤيد.
- أحمد محمد الشامي.
- أحمد عبد الرحمن شرف الدين.
- عبد الكريم جدبان
- محمد عزان
- حسين بدر الدين الحوثي
- حسن زيد الأمين العام للحزب حالياً.

## مشاركات الحزب
- شارك الحزب في الانتخابات التشريعية اليمنية عام 1993م.
- شارك في التوقيع على المبادرة الخليجية التي ساهمت أثناء الثورة الشعبية في اليمن عام 2011 بأزاحة علي عبد الله صالح من حكم اليمن.